# 괴산 고산정 및 제월대
괴산 고산정 및 제월대(槐山 孤山亭 및 霽月臺)는 충청북도 괴산군 괴산읍 제월리에 있는, 조선 중기 문신인 유근(1549∼1627) 선생이 괴산읍 제월리에 세운 정자인 고산정과 산의 풍경을 한눈에 내려다 볼 수 있는 암반(岩盤)인 제월대이다. 1978년 10월 27일 충청북도의 기념물 제24호로 지정되었다.

## 개요
조선 중기 문신인 유근(1549∼1627) 선생이 괴산읍 제월리에 세운 정자인 고산정과 산의 풍경을 한눈에 내려다 볼 수 있는 암반(岩盤)인 제월대이다.
선생이 충청도 관찰사로 있을 때인 선조 29년(1596)에 세운 것으로 처음에는 만송정이라고 했다가, 광해군 때 국정의 어지러움을 피해 이곳에 은거하면서 고산정이라 이름을 바꾸었다. 특히 정자에 걸려 있는 ‘고산정사기’는 명나라 사신인 태화가 보내온 것인데 뛰어난 글로 평가 받고 있다.
정자는 아래쪽으로 맑은 냇물을 바라다 볼 수 있도록 벼랑 위에 세웠다. 앞면 2칸·옆면 2칸 규모이며, 지붕은 옆면에서 볼 때 여덟 팔(八)자 모양인 팔작지붕으로 꾸몄다. 정자 동남쪽에 있는 제월대 위에서 보면 이 산의 수려한 경관이 한눈에 들어온다.

## 참고 문헌
- 괴산 고산정 및 제월대 - 국가유산청 국가유산포털